# Vestiti d'odio
Vestiti d'odio è un singolo del rapper Tredici Pietro e del gruppo musicale italiano Psicologi, pubblicato il 10 gennaio 2020.

## Tracce
1. Vestiti d'odio – 2:51